# Teodato (doge)
Teodato, o anche Diodato, Deodato, Deusdedit e simili (Venezia, ... – VIII secolo), fu, secondo la tradizione, il 4º doge della Repubblica di Venezia.
Le informazioni sul suo conto derivano esclusivamente dal cronachista Giovanni Diacono, vissuto nell'XI secolo.

## Biografia
Teodato proveniva da una nobile famiglia eracleense, figlio di quell'Orso che nel 726-727 era stato nominato dux dai Venetici in rivolta contro l'imperatore Leone III.
Dopo l'uccisione del padre (737) l'esarca di Ravenna decise di affidare il governo a un magister militum in carica un solo anno e scelto tra personalità forestiere, non fidandosi dell'aristocrazia locale. Sorprendentemente, terzo magister fu proprio Teodato; venne eletto, forse, perché era un sostenitore del governo bizantino, oppure per cercare l'appoggio della nobiltà locale in un delicato momento in cui i Longobardi minacciavano Ravenna. Invero, la città fu conquistata prima della fine del suo mandato.
Due anni dopo cambiò parte e guidò la congiura che rovesciò l'ultimo magister Giovanni Fabriciaco e, forte del sostegno della nobiltà, si proclamò dux.
Dalle cronache emerge chiaramente una netta divisione tra un partito eracleense, formato dai proprietari terrieri, e un partito metamaucense, rappresentato dai commercianti marittimi. In realtà la situazione dovette essere ben più complessa e confusa e Teodato, ora schierato con l'Impero, ora sostenitore dell'autonomia locale, ora sceso a patti con i Longobardi, ne è un esempio. La cosa è confermata anche dall'elezione del doge, avvenuta a Malamocco pur essendo eracleense. Lui stesso non intese riportare la capitale a Eracliana, ritenendo Malamocco più facilmente difendibile e, in quanto porto militare rivolto all'Adriatico, più direttamente collegato con Bisanzio. Teodato, infatti, non avrebbe mai considerato la piena indipendenza del Ducato dall'Impero.
Durante il suo governo, forse perché Venezia era essa stessa minacciata dai Longobardi, appoggiò sempre l'esarcato. Nonostante le fonti ricordano vari momenti di tensione, i Bizantini avevano un'opinione positiva circa la sua politica, tant'è che gli conferirono il titolo di ypatus. Ciò, tuttavia, non impedì ai Longobardi di avanzare: al termine del suo governo l'esarcato era stato conquistato (751) e il Ducato restava l'ultimo resto del dominio bizantino in Italia. Dopo questo evento, il doge tentò di creare un'alleanza tra le ultime forze antilongobarde, come testimonia l'accordo raggiunto con papa Stefano II (754).
È vero anche che tra il 749 e il 756, ovvero durante il regno di Astolfo i Venetici tentarono di mantenere dei buoni rapporti con i Longobardi. Negli stessi anni della caduta di Ravenna, fu raggiunto un accordo con il sovrano che riconobbe i confini del Ducato.
Il più importante avvenimento del suo dogato fu però la fondazione di Brondolo, oggi frazione di Chioggia alle foci del Brenta, centro fortificato che aveva lo scopo di difendere Malamocco dagli attacchi via terra provenienti da sudovest (ma potrebbe essere visto anche in funzione antibizantina).
Il governo di Teodato terminò tragicamente nel 755 con una rivolta dell'aristocrazia capeggiata da Galla che lo fece abbacinare. La data di morte resta sconosciuta, così come non si conoscono eventuali discendenti.